# دالة زيتا لسيلبرغ
دالة زيتا لسيلبرغ اخترعت من طرف أتل سيلبرغ عام 1956. إنها تشبه دالة زيتا لريمان المشهورة:
{\displaystyle \zeta (s)=\prod _{p\in \mathbb {P} }{\frac {1}{1-p^{-s}}}}
حيث {\displaystyle \mathbb {P} } هي مجموعة الأعداد الأولية. ولكنها لا تستعمل الأعداد الأولية وتستعمل بدلا منها ...